# Ливанско-французские отношения
Ливанско-французские отношения — двусторонние дипломатические отношения между Ливаном и Францией. Франция поддерживает дружественные отношения с Ливаном и часто оказывает поддержку Ливанскому правительству. Французский язык широко используется в общении на всей территории Ливана и входит в программу среднего образования во многих ливанских школах.

## Экономические отношения
После окончания гражданской войны в Ливане, Франция играла активную роль в восстановлении Ливана. Франция также сыграла важную роль в восстановлении Ливана после войны 2006 года с Израилем.

## Политические отношения
Ливанский премьер-министр Рафик Харири совершил ряд официальных визитов во Францию (июль 2001, ноябрь 2001, январь 2003 и др.), неоднократно обсуждал с Жаком Шираком проблемы Ближневосточного региона.
В октябре 2002 года президент Франции Жак Ширак посетил Ливан, где обсуждал с президентом Ливана Эмилем Лахудом актуальные проблемы Ближнего Востока.
В июле 2008 года, при помощи Франции в результате переговоров между Сирией и Ливаном было решено открыть посольства между странами.
В апреле 2009 года, французские и Ливанские власти утвердили проект рамочного соглашения об обеспечении безопасности, что помимо улучшения двусторонних отношений включает в себя борьбу с оборотом наркотиков и оружия, нелегальной миграцией и киберпреступностью.